# Valoriani
Die Firma Valoriani ist ein großer italienischer Hersteller von Schamotteprodukten. Die produzierten Öfen werden weltweit vertrieben.

## Geschichte
Seit 1890 widmet sich die Familie Valoriani dem Bau von Backöfen. Mit der Verlegung der Produktionsstätte 1940 nach Reggello in der Nähe von Florenz, wo sich eine der besten Tongruben befindet, legte Gino Valoriani, Großvater des heutigen Eigentümer Massimo Valoriani, den Grundstein für den Erfolg des Familienunternehmens. Reggello ist noch heute das Hauptproduktionszentrum für feuerfeste Ziegel und Gasöfen der renommierten Marke Valoriani. Die Fertigung von Refrattari Valoriani umfasst die gesamte Produktkette, angefangen vom Rohstoff über die Produktionstechnik bis hin zum Endprodukt, dem betriebsbereiten Ofen, und garantiert somit höchste Qualität. Der enorme Bedarf an Schamotteziegeln nach Ende des Zweiten Weltkrieges, als Holzöfen zum Brotbacken die Versorgung der Bevölkerung sicherstellen sollten, verlieh dem Geschäft zusätzlichen Aufschwung. In dieser Zeit entwickelte Silvio Valoriani den ersten „vorgefertigten“ Holzofen mit einer Backfläche aus feuerfesten Ziegeln. Bis heute werden die Valoriani-Öfen nach diesem Prinzip gebaut. Ihr Erfolg beruht auf der perfekt nivellierten Backfläche aus Ziegeln mit hohem Aluminiumgehalt. Dieses Prinzip vermeidet Fremdgerüche und Fremdgeschmack, ermöglicht durch eine deutlich verbesserte Hitzebildung den sparsamen Umgang mit Holz, vor allem aber gestattet die Backfläche eine natürliche und umweltfreundliche Zubereitung von Pizza und anderen Speisen. Neben den verschiedenen Ofenmodellen für den Haus- und Gaststättengebrauch produziert Valoriani zudem hochwertige Majolikaöfen sowie Zubehör für jede Produktreihe.
Die Produkte von Valoriani werden in Italien und ganz Europa, in den USA, Kanada und Mexiko in Australien, Japan und Südkorea angeboten.

## Produkte

### Professionelle Steinbacköfen
- Vesuvio GR

Bausätze für die Herstellung von holzbefeuerten Pizzaöfen (Kuppelofen)
- Vesuvio OT

Bereits vormontierte Modelle, fertig isoliert und verkleidet
- Vesuvio Igloo

Vormontierte Modelle in Kuppelform

### Öfen für den Privatgebrauch
- Serie Top
- Serie FVR
- Forno Valoriani indirekt
- Forno Hobby
- Forno Garden

### Geschlossene Keramiköfen
- Alice
- Carlotta
- Cecilia
- Favorita
- Stella Alpina

### Handwerkliche Keramiköfen
- Coblenza
- Cortina